# Cerkev Marijinega oznanjenja, Moskva
Cerkev Marijinega oznanjenja (rusko: Благовещенский собор, ali Blagovešenski sobor) je ruska pravoslavna cerkev, posvečena Marijinemu oznanjenju. Stoji na jugozahodni strani Stolničnega trga (rusko Соборная площадь, Sobornaya ploshchad) Moskovskega kremlja v Rusiji, kjer se navezuje neposredno na glavno stavbo kompleksa Velike Kremeljske palače, ki meji na Fasetno palačo. Prvotno je bila osebna kapela moskovskih knezov, njen opat pa je do začetka 20. stoletja ostal osebni spovednik ruske kraljeve družine. Zdaj služi tudi kot del moskovskih kremeljskih muzejev.

## Zgodovina
Cerkev Marijinega oznanjenja so v času načrtov velikega kneza Ivana III. za obsežno prenovo Moskovskega kremlja zgradili arhitekti iz Pskova v letih 1484-1489. Zgrajena je bila na mestu starejše istoimenske cerkve iz 14. stoletja, ki je bila obnovljena leta 1416. Ta starejša cerkev je zamenjala prejšnjo leseno cerkev iz 13. stoletja, ki je bila žrtev pogostih požarov v Kremlju.
Gradbena dela so se z uporabo obstoječih temeljev začela leta 1484, dokončana pa so bila avgusta 1489. V novi stavbi so bile ponovno uporabljene številne ikone iz zgodnjega 15. stoletja. Zaradi bližine palače je cerkev Ivan III. izbral za svojo osebno kapelo, zgrajeno je bilo stopnišče, ki je cerkev povezalo neposredno z njegovimi osebnimi prostori v palači. Sprva je imela današnja cerkev le tri kupole. Potem ko je bil leta 1547 v požaru ponovno močno poškodovana, sta takratna velika kneza in (prvi ruski car) Ivan Grozni začela obnovo cerkve, ki je bila dokončana leta 1564. Na zahodni strani so dodali še dve kupoli. Stavbo so obdali s treh strani s parvisom (velik trg pred cerkvijo), nad obokanimi parvisi pa so bile postavljene štiri stranske kapele s kupolo, tako da je cerkev zdaj imela skupaj devet kupol. Leta 1572 je cerkev dobila dodatno stopnišče na svoji južni fasadi, pozneje imenovano Grosnenski, poimenovano po Ivanu Groznem.
Številni cerkveni zakladi so se izgubili med zasedbo Moskve s strani vojsk Poljsko-Litovske skupnosti leta 1612 ob koncu obdobja težav. Poškodovana je bila tudi v velikem kremeljskem požaru leta 1737. Med francosko okupacijo Moskve leta 1812 je bila cerkev uporabljena kot vojašnica in je bila večinoma oropana. Obnovljena je bila v letih 1815-1820. Med rusko revolucijo leta 1917 je bila cerkev med spopadi poškodovana. Nato jo je zaprl boljševiški režim. V 1950-ih je bila skupaj z drugimi preživelimi cerkvami v Moskovskem kremlju ohranjena kot muzej. Po letu 1992 so se začele občasne verske službe, vključno z bogoslužjem na praznik Oznanjenja, ki ga je vodil moskovski patriarh. Leta 2009 je bila cerkev obnovljena.
Od kronanja Ivana Groznega kot carja so se člani carske družine v cerkvi Marijinega oznanjenja poročali in krstili svoje otroke. Tudi po preselitvi glavnega mesta v Sankt Peterburg je cerkev ostala ena najpomembnejših cerkva v Rusiji.

## Arhitektura
V primerjavi z ostalima dvema večjima kremeljskima cerkvama ima cerkev Marijinega oznanjenja nekoliko manjše mere. Zgrajena je tudi v bolj tradicionalnem slogu, saj so jo ustvarili lokalni arhitekti iz Pskova in ne italijanski arhitekti. Najbolj značilna značilnost stavbe je devet zlatih kupol in streha z bogatim kokošnikovim okrasom v obliki oslovskega hrbta.
Cerkev je bila zgrajena iz opeke, s fasadami iz belega apnenca in okrašena. Obstajajo vhodi v cerkev na vzhodni in južni strani stavbe, s prepletenim dekorativnim vzorcem, ki je vrezan z nizkim reliefom na trdnem ozadju, ali pa izrezan in je nanj vplivala italijanska renesančna arhitektura. Bronasta vrata so okrašena z zlato folijo. Turisti v cerkev vstopijo skozi vzhodno stopnišče, južno stopnišče pa je tisto, ki ga je leta 1570 dodal Ivan Grozni. Razmeroma visok vhod je posledica dejstva, da je bila stavba zgrajena na dvignjeni podlagi predhodnice.
Notranjost cerkve je sestavljena iz osrednjega molitvenega prostora in več okoliških galerij, z dodatki stranskih oltarjev v 16. stoletju. Sever (obrnjen proti Fasetni palači) je prvi galerijski prostor, v katerega se vstopi skozi vhod za obiskovalce. Ta vsebuje znamenito ikono Mandilion, ki je bila pripisana znanemu ruskemu slikarju ikon Simonu Ušakovu. Galerija je ločena z vrati v glavno sobo, ki so jih v 16. stoletju ustvarili italijanski arhitekti z izrazito azurno modro barvo s pozlačenimi cvetnimi okraski. Krila vrat so okrašena s figurami starodavnih pesnikov in filozofov (vključno z Diogen, Evripid, Platon in Homer).
Glavni obok cerkve ima velik ikonostas, ki vključuje ikone od 14. do 17. stoletja, vključno s tistimi, ki so jih naslikali Andrej Rubljov, Teofan Grk in Prohor ter 19. stoletja, še posebej na srednjih stopnjah. Peta (najnižja) vrsta ima srebrna vrata, za katerimi je staro stopnišče do carjevih osebnih prostorov.
Po vsej notranjosti so drobci fresk, ki jih je naslikal Teodozij (1508) in drugi (druga polovica 16., 17. in 19. stoletja). Sem spadajo različne svetopisemske teme, junaške figure med drugimi ruskimi knezi in velikimi vojvodi.
Prav tako presenetljiva so tla v oltarnem območju, sestavljena iz listov ahata rumeno-rdečega jaspisa, ki so ga v 16. stoletju prinesli iz cerkve v Rostov Velikij in je morda prvotno prišel iz Konstantinopla.
Za oltarjem (kjer je nekoč bila zakristija) je bil leta 1894 odkrit velik srebrni relikviarij z ostanki približno 50 svetnikov iz različnih krajev na Bližnjem vzhodu.